# Pranas Petrošius
Pranas Petrošius (* 27. Mai 1951 in Balskai, Rajongemeinde Tauragė) ist ein litauischer sozialdemokratischer Politiker.

## Leben
1967 absolvierte Pranas Petrošius die Schule Didkiemis in der Rajongemeinde Šilalė, 1971 das Technikum für Landwirtschaft in Pajūris und 1986 das Studium an der Parteihochschule in Vilnius. Ab 1971 arbeitete er im Kolchos als Agronom, stellvertretender Vorsitzender und Kolchosleister. von 2001 bis 2003 war er Direktor der UAB „Elgonita“. Von 2003 bis 2007 arbeitete er und seit 2011 ist er Bürgermeister von Tauragė, von 2008 bis 2010 Vizebürgermeister von Tauragė.
Ab 1990 war Petrošius Mitglied von Lietuvos demokratinė darbo partija und ab 2001 von Lietuvos socialdemokratų partija.

## Familie
Pranas Petrošius ist verheiratet. Sein Sohn ist Darius Petrošius (* 1975), Jurist und Politiker, Mitglied im Seimas (2012–2016).

## Quelle
- Lietuvos socialdemokratų partija (2016 m. Lietuvos Respublikos Seimo rinkimai)

| Personendaten    | Personendaten                  |
| ---------------- | ------------------------------ |
| NAME             | Petrošius, Pranas              |
| KURZBESCHREIBUNG | litauischer Politiker          |
| GEBURTSDATUM     | 27. Mai 1951                   |
| GEBURTSORT       | Balskai, Rajongemeinde Tauragė |